# 北村燦來
北村 燦來（きたむら さんご、2002年7月2日 - ）は、日本の元子役俳優である。
テアトルアカデミー（劇団コスモス）に所属していた。東京都出身。

## 出演

### 映画
- ノン子36歳（家事手伝い）（2008年）坂東もなみ 役
- ゴールデンスランバー（2010年）樋口七美 役

### テレビドラマ
- ちゅらさん4（2007年1月13日・20日、NHK）柴田栞 役
- ホテリアー (日本版) 第8話（2007年6月7日、テレビ朝日）
- まるまるちびまる子ちゃん 第8話（2007年6月14日、フジテレビ）さくらももこ（まる子・幼少） 役
- 風林火山 第41話（2007年10月14日、NHK）真理姫（幼少） 役
- ガリレオ 第1話（2007年10月15日、フジテレビ）小川真奈 役
- 風の果て 第5話（2007年11月15日、NHK）桑山菊井 役
- 獣拳戦隊ゲキレンジャー 第41・42話（2007年12月9日・16日、テレビ朝日）
- 愛の迷宮 最終話（2007年12月28日、フジテレビ）
- 三十万人からの奇跡〜二度目のハッピーバースディ〜 （2008年3月26日、テレビ東京）
- パズル 第5話（2008年5月16日、テレビ朝日）権藤弥生（幼少） 役
- セレブと貧乏太郎（2008年10月14日 - 12月23日、フジテレビ）佐藤花子 役[2]
- 侍戦隊シンケンジャー 第34話（2009年10月18日、テレビ朝日）
- 交渉人〜THE NEGOTIATOR〜 第1話（2009年10月22日、テレビ朝日）
- 離婚同居（2010年5月18日 - 6月15日、NHK）小中百々 役
- Mother 最終話（2010年6月23日、日本テレビ）
- 黄金の豚-会計検査庁 特別調査課- 第3話（2010年11月3日、日本テレビ）
- ナサケの女〜国税局査察官〜 第3話（2010年11月4日、テレビ朝日）久米エリカ 役
- 新・示談交渉人 裏ファイル（2011年3月7日、TBS）
- 熱中時代（2011年4月9日、日本テレビ）笠井さんご 役
- BOSS 2ndシーズン 第1話（2011年4月14日、フジテレビ）
- 犬を飼うということ〜スカイと我が家の180日〜（2011年4月15日 - 6月10日、テレビ朝日）
- 明日の光をつかめ2 第3話（2011年7月6日、フジテレビ系、東海テレビ製作）磯山希望 役
- 明日をあきらめない…がれきの中の新聞社 〜河北新報のいちばん長い日〜（2012年3月4日、テレビ東京）中島二千華 役
- プラチナタウン（2012年8月19日 - 9月16日、WOWOW）
- 斉藤さん2（2013年7月13日 - 9月21日、日本テレビ）内山さんご 役
- 縁側刑事（2013年9月2日、TBS）
- 夢情報〜夢野家の人々（2014年4月 - 2017年3月、テレビ朝日）夢野さんご 役

### バラエティ
- 劇場版 NARUTO -ナルト- 疾風伝 ザ・ロストタワー 公開特番 チビッコ忍者 特別任務だってばよ!（2010年7月24日、テレビ東京）チビッコ忍者 役
- おはスタ おはスタ645（2012年4月2日 - 2013年3月、テレビ東京）ムシキッズ
- 芸能特ダネゲッター!ワダマヨ社（2013年1月28日、テレビ東京）高部知子 幼少役
- ニュース少年探偵団（2013年2月10日 - 2014年9月21日、BS-TBS）
- みんなのニュース（2015年8月17日・18日、フジテレビ）
- テストの花道（2017年4月 - 2018年3月、NHK Eテレ）

### CM
- 日本赤十字社 献血PR
- すかいらーくグループ
- 日産・オッティ パスタ篇
- ソフトバンク のりかえキャンペーン
- 永谷園 彩りごはん・ひとりだけカラー篇
- イーオン 英語家族篇
- 森永製菓 チョコボール・キョロ桃太郎篇、キョロ島太郎編
- 湘南ゼミナール 夏だ！野球編・夏だ！バスケ編・夏だ！サッカー編（2017年）

### プロモーションビデオ
- 遊助「海賊船」（2009年）
- 日本赤十字社 ゆきみ

### スチール
- ティップネス